# Buellia subdispersa
Buellia subdispersa är en lavart som beskrevs av Mig. Buellia subdispersa ingår i släktet Buellia och familjen Physciaceae.   Inga underarter finns listade i Catalogue of Life.